# Diego de Saavedra Fajardo
Diego de Saavedra Fajardo (1584-1648) fou un escriptor i polític espanyol del Barroc. Destacà com a diplomàtic durant la Guerra dels Trenta Anys i com a pensador polític.
Va néixer a Algezares el 6 de maig de 1584. Va estudiar lleis a la Universitat de Salamanca. Actiu a Itàlia des de 1610, va ser secretari del cardenal Gaspar de Borja y Velasco, ambaixador d'Espanya i després virrei de Nàpols, primer a Roma i després a Nàpols. Pel seu talent polític i diplomàtic, va influir notablement en les eleccions dels papes Gregori XV i Urbà VIII, el 1621 i 1623.
Va ser nomenat ambaixador espanyol a Roma, en substitució del cardenal, i després, successivament, d'Àustria i el 1633 a Baviera, a la cort de Maximilià I. Quan va tornar a Espanya, va ser nomenat canonge de la catedral de Santiago de Compostel·la, tot i que no va arribar a ordenar-se sacerdot. Esdevingué secretari de Felip III i agent d'Espanya a Roma.
Nomenat conseller d'Índies, va assistir el 1643 com plenipotenciari durant els consells de Munster i Osnabruck, durant la qual es va pactar la pau de Westfàlia.
També va ser escriptor, amb un estil concís, mesurat i sentenciós. Va escriure obres de caràcter històric i polític, la més important Empresas política o Idea de un príncipe politico-cristiano representada en cien empresas (1640), que tracta sobre la formació dels prínceps cristians, rebatent les idees de Maquiavel.
Al final de la seva vida, es va retirar al convent d'agustins descalços recol·lectes de Madrid, on va morir el 24 d'agost de 1648.